# Пирр (Окропиридзе)
Митрополи́т Пирр (в миру Матфе́й Ива́нович Окропири́дзе, груз. მათე იოანეს ძე ოქროპირიძე; 1 ноября 1874, селе Дисеви, Горийский уезд, Тифлисская губерния — 28 апреля 1922, Телави) — епископ Грузинской православной церкви, митрополит Алавердский.

## Биография
Семилетним ребёнком отец отвёз его в Алавердский монастырь в Кахетии, где он получил начальное духовное воспитание под наблюдением известного своей строгой жизнью деда своего — иеромонаха Сильвестра, родного брата епископа Александра.
Вскоре он был определён в Тифлисское духовное училище, а по окончании курса в 1890 году переведён в Тифлисскую духовную семинарию.
В 1893—1894 учебном году переведён в Ставропольскую духовную семинарию, которую окончил в 1896 году окончил курс со званием студента семинарии и в том же году поступил в Киевскую духовную академию.
В 1900 году окончил академию со степенью кандидата богословия.
В сентябре 1900 году пострижен в монашество с именем Пирр. Тогда же рукоположён во иеродиакона, а затем во иеромонаха.
14 ноября 1900 году допущен к исполнению должности инспектора школ Общества восстановления православного христианства на Кавказе.
В январе 1901 году утверждён в данной должности.
10-17 мая 1902 года определением Святейшего Синода от назначен помощником смотрителя Горийского духовного училища.
В 1905 году определён настоятелем Моцаметского монастыря Имеретинской епархии.
В 1907 году, по представлению епископа Петра, временного управлявшего Имеретинской епархией, возведён в сан архимандрита.
Служа в Имеретинской епархии, состоял благочинным монастырей и председателем комиссии по испытанию лиц, ищущих священнослужительских и псаломнических мест.
29 мая (4 июня) 1909 года определением Святейшего Синода назначен членом Грузино-Имеретинской Синодальной Конторы и настоятелем Давид-Гареджинской пустыни Грузинской епархии.
По переходе в Грузинскую епархию разновременно отправлял должности: председателя Церковного Музея, председателя Комитета по изданию священных и церковно-богослужебных книг на грузинском языке, председателя братства Пресвятой Богородицы при Сионском соборе, редактора «Вестника Грузинского Экзархата» и другие.
С 1911 года — настоятель Мио-Мгвинского монастыря.
10 декабря 1915 года по указу назначен епископом Алавердским, четвёртым викарием Грузинской епархии.
15 января 1916 года наречён, а затем хиротонисан в Петроградской Александро-Невской Лавре во епископа Алавердского.
24 марта 1916 года переименован в третьего викария Грузинской же епархии.
В 1917 году поддержал отделение Грузинской церкви от Русской. В сентябре того же года Всегрузинским Церковным Собором избран на самостоятельную Алавердскую епархиальную кафедру с наименованием «Алавердели».
Скончался 28 апреля 1922 года в Телеви, погребён в Алавердском соборе.

## Труды
- «Учебник по изучению книг Ветхого и Нового Завета». Квирила, 1909, с. 136.
- «Три заповеди (назидания)». Перевод с русского. Тбилиси, 1910, с. 16.
- «Толкование пастырских посланий св. Апостола Павла». Тбилиси, 1911, с. 32.
- «Учебник по катехизису Православной Церкви». ч. I. Тбилиси, 1911, с.129.
- «Толкование Евангелий. Первое Евангелие от Матфея». Тбилиси, 1914, с. 271.
- «Толкование Евангелий. Второе Евангелие от Марка». Тбилиси, 1915, с. 116.